# Campeonato Goiano de Futebol de 1971
O Campeonato Goiano de Futebol de 1971 foi a 28º edição da divisão principal do campeonato estadual de Goiás. O campeão foi o Goiás que conquistou seu 2º título na história da competição. O Vila Nova foi o vice-campeão..

## Participantes
| Equipe           | Cidade    | Em 1970 | Participação | Títulos             |
| ---------------- | --------- | ------- | ------------ | ------------------- |
| Atlético         | Goiânia   | 1º      | 28ª          | 7 ( último em 1970) |
| Campinas         | Goiânia   | -       | -            | 0 (não possui)      |
| Goianésia        | Goianésia | -       | -            | 0 (não possui)      |
| Goiânia          | Goiânia   | 2º      | 28ª          | 13 (último em 68)   |
| Goiás            | Goiânia   | 4º      | 28ª          | 1 (1966)            |
| Goiatuba         | Goiatuba  | -       | -            | 0 (não possui)      |
| Grêmio Anapolino | Anápolis  | 6º      | -            | 0 (não possui)      |
| Jataiense        | Jataí     | 11º     | -            | 0 (não possui)      |
| Vila Nova        | Goiânia   | 3º      | -            | 4 (último em 1969)  |

## Premiação
| Campeonato Goiano de 1971 |
| Goiânia                   |
| ------------------------- |
| Goiás Campeão (2º título) |